# کعب‌الاحبار
کعب الاحبار،(نام کامل: ابو اسحاق کعب بن ماتع الحمیری الاحبار) یک یهودی از قبیله ذوالکلاع از یمن بود که در ظاهر مسلمان شده و در روزگار عمر بن خطاب زندگی می‌کرد. او اطلاعات زیادی از کتاب‌های عهد عتیق و عهد جدید  ، توصیف  عالم و دانشمندی که پس از رحلت پیامبر اسلام صلی الله علیه و آله و سلم از یمن به مدینه آمد ایام عمرخطاب، دومین خلیفه اسلامی با اصحاب پیامبر اسلام(صلی الله علیه و آله) می نشست و از کتابهای اسرائیلی می گفت و از صحابه عجایب را حفظ می کرد. او در اسلام خوب، در دین قوی و از علمای با نفوذ بود .

## زندگانی
مرگ آخرین اصحاب باز مانده از دوران نبوی حاخام یهودی بود. کعب در زمان عمر به مدینه آمد و مسلمان شد. او تا زمان حکومت عثمان در مدینه بود. کعب محمد را ملاقات کرده بود.

### در نظر اهل سنت
روایت شده‌است که کعب، مرگ عمر بن خطاب را پیشگویی کرده بود. بر اساس این روایت آمده‌است:
مدتی بعد کعب به سوریه رفت و یکی از مشاوران معاویه شد. او عمر درازی داشت و بیش از ۱۰۰ سال زندگی کرد.
ابن حجر عسقلانی در مورد او گفته است:
قیس ابن القیسی روایت کرده‌است که کعب گفته است:

### در نظر شیعیان
دیدگاه شیعیان نسبت به کعب عموماً منفی است.
به‌طور مثال سایت al-islam در مورد او می‌نویسد:
همچنین در نظر شیعیان، کعب داستان‌های بسیاری را به دروغ به عهد عتیق نسبت داد. افراد زیادی نظیر: ابوهریره، عبدالله بن عمر، عبدالله بن عمرو عاص، معاویه بن ابو سفیان داستان‌های او را نقل کردند.
در روایتی دیگر آمده‌است:
محمد تیجانی عالم شیعه تونسی در مورد او گفته است:
محمد جواد شری عالم شیعه مسجد میشیگان در مورد او بعد از نقل حدیثی در مورد او گفته است:
همچنین در نظر شیعیان، داستان روایت قتل عمر قبل از اتفاق آن، نشان‌دهندۀ دست داشتن او در این ماجرا است. زیرا در هیچ جای تورات اشاره‌ای به عمر بن خطاب نشده است و در صورتی که اسمی از او به میان آمده بود، یهودیان دیگری نیز آن را با افتخار بیان می‌کردند. حال آنکه تنها کسی که چنین ادعایی مطرح کرد کعب بود. به همین دلیل، تنها در صورتی کعب می‌توانست از قتل عمر اطلاع داشته باشد که خود در این نقشه سهیم بوده باشد.
گفته می‌شود که کعب در زمان عثمان قدرت زیادی پیدا کرد به‌طوری‌که در بسیاری موارد، احکام اسلامی صادر می‌کرد. در این زمان معمولاً خلیفه با او موافق بود و تنها کسانی که به مخالفت با او بر می‌خواستند افرادی مانند ابوذر غفاری بودند. همچنین آمده‌است که در زمان عثمان، او به همراه معاویه از حج بازمی‌گشت که مسئول کاروان شعری خواند و پیش‌بینی کرد که بعد از عثمان، علی به خلافت برگزیده خواهد شد. کعب به او گفت: دروغ می‌گویی. خلیفه بعد از عثمان کسی خواهد بود که سوار بر الاغ روشن (معاویه) است.

## کارهای او

### ساختن مسجد الاقصی
کعب در هنگام ورود عمر به قدس با او بود و به او کمک کرد که محل هیکل سلیمان را بیابد، که عمر در آنجا مسجد الاقصی را ساخت. همچنین او در زمانی که به دنبال قدس الاقداس می‌گشت محل صخره را یافت. عمر آن را تمیز کرد و بعداً یک خلیفه در آنجا قبه الصخره را بنا کرد که جزء مهمی از مسجد الاقصی است.

### حدیثهای او
مسلم، ابو داود و ترمذی حدیثهایی از او نقل کرده‌اند. هیچ‌یک از نقل‌قول‌های او در بخاری نیامده است.